# Dreibein (Geometrie)
Dreibein (englisch trihedron) bezeichnet in der Geometrie eine geometrische Figur des euklidischen Raums oder der euklidischen Ebene, welche aus einem gemeinsamen Punkt und drei von diesem Punkt ausgehenden Strecken oder Vektoren besteht. Es wird hier im Allgemeinen vorausgesetzt, dass diese Strecken bzw. Vektoren nicht alle auf einer Geraden liegen.

## Begriffsbestimmungen und Erläuterungen
- Formal lässt sich ein Dreibein  auffassen als ein  Quadrupel {\displaystyle {\mathcal {D}}=(O,S_{1},S_{2},S_{3})} mit drei (paarweise verschiedenen) Strecken {\displaystyle S_{1},S_{2},S_{3}} des {\displaystyle \mathbb {R} ^{n}\;(n\geq 2)}, welche den Raumpunkt {\displaystyle O\in \mathbb {R} ^{n}} als gemeinsamen Eckpunkt und ansonsten keinen weiteren Schnittpunkt haben. Die neben dem Scheitelpunkt {\displaystyle O} gegebenen Eckpunkte {\displaystyle P_{i}\;(i=1,2,3)} fallen nicht mit dem Punkt {\displaystyle O} zusammen.
- In der Regel sind die vier Eckpunkte eines Dreibeins nicht kollinear.
- Nicht selten wird dabei vorausgesetzt, dass alle drei Strecken bzw. Vektoren die gleiche Länge {\displaystyle d>0} haben.
- Den Punkt {\displaystyle O} bezeichnet man als Scheitelpunkt des Dreibeins {\displaystyle {\mathcal {D}}}.
- Für das Dreibein {\displaystyle {\mathcal {D}}=(O,S_{1},S_{2},S_{3})} ist also {\displaystyle S_{i}=[O,P_{i}]}. Dabei wird üblicherweise der  Strecke {\displaystyle S_{i}} gehörige Vektor {\displaystyle {\vec {v}}_{i}={\overrightarrow {O{P_{i}}}}} mit ihr identifiziert und es gilt {\displaystyle \|{\vec {v}}_{i}\|_{2}=|S_{i}|\;(i=1,2,3)}.
- In der Regel sind die drei Vektoren {\displaystyle {\vec {v}}_{i}={\overrightarrow {O{P_{i}}}}} ({\displaystyle i=1,2,3}) zu je zweien {\displaystyle \mathbb {R} }-linear unabhängig.
- Man bezeichnet das zugehörige Quadrupel {\displaystyle {\mathcal {D}}'=(O,{\vec {v}}_{1},{\vec {v}}_{2},{\vec {v}}_{3})} ebenfalls als Dreibein.
- Genauso wird auch in Bezug auf das zugehörige Punktequadrupel {\displaystyle {\mathcal {D}}''=(O,P_{1},P_{2},P_{3})} von einem Dreibein gesprochen.
- Üblicherweise wird zwischen {\displaystyle {\mathcal {D}}}, {\displaystyle {\mathcal {D}}'} und {\displaystyle {\mathcal {D}}''} nicht weiter unterschieden und der Zusammenhang als selbstverständlich gegeben betrachtet.

## Besonderheiten
- Sind {\displaystyle S_{1},S_{2},S_{3}} drei paarweise verschiedene Strecken in der euklidischen Ebene oder in einer Ebene des euklidischen Raums, so nennt man {\displaystyle {\mathcal {D}}} ein ebenes Dreibein.
- Sind {\displaystyle S_{1},S_{2},S_{3}} Strecken im euklidischen Raum, die nicht alle in einer Ebene liegen, so nennt man {\displaystyle {\mathcal {D}}} ein räumliches Dreibein. Dies ist genau dann der Fall, wenn das Vektorentripel {\displaystyle ({\vec {v}}_{1},{\vec {v}}_{2},{\vec {v}}_{3})} {\displaystyle \mathbb {R} }-linear unabhängig ist.
- Ist {\displaystyle {\mathcal {D}}} ein räumliches Dreibein und stehen {\displaystyle S_{1},S_{2},S_{3}} paarweise zueinander senkrecht, so nennt man {\displaystyle {\mathcal {D}}} ein orthogonales räumliches Dreibein.
- Ist {\displaystyle {\mathcal {D}}} ein orthogonales räumliches Dreibein und haben dabei alle Strecken dieselbe Länge {\displaystyle d>0} haben, so nennt man {\displaystyle {\mathcal {D}}} ein orthonormiertes räumliches Dreibein. In diesem Falle ist der Scheitelpunkt {\displaystyle O} ein Eckpunkt des von {\displaystyle S_{1},S_{2},S_{3}}  aufgespannten Würfels der Seitenlänge {\displaystyle d}. Man nennt ein orthonormiertes räumliches Dreibein daher manchmal auch eine Würfelecke.
- In der Regel treten orthonormierte räumliche Dreibeine im euklidischen Anschauungsraum {\displaystyle \mathbb {R} ^{3}} auf. Ist dort {\displaystyle {\mathcal {D}}} ein solches und gilt dabei {\displaystyle d=1}, so bildet das zugehörige Vektorentripel {\displaystyle ({\vec {v}}_{1},{\vec {v}}_{2},{\vec {v}}_{3})} eine Orthonormalbasis des {\displaystyle \mathbb {R} ^{3}}.
- Dreibeine treten nicht zuletzt in der Darstellenden Geometrie im Zusammenhang mit dem (nach seinem Entdecker Karl Wilhelm Pohlke benannten) pohlkeschen Fundamentalsatz der Axonometrie auf. Dieser besagt, dass jedes ebene Dreibein, dessen vier Eckpunkte nicht alle auf einer Geraden liegen, als Parallelriss eines orthonormierten räumlichen Dreibeins aufgefasst werden kann. Man bezeichnet daher den Parallelriss eines solchen orthonormierten räumlichen Dreibeins auch als pohlkesches Dreibein.[1][2]

- In der Differentialgeometrie trifft man ein Dreibein in der Regel als  begleitendes Dreibein (englisch moving trihedron oder moving frame) einer Raumkurve an, insbesondere im Zusammenhang mit den Frenetschen Formeln.  Begleitende Dreibeine entstehen, wenn man zu jedem Kurvenpunkt {\displaystyle c(s)\;(s\in [a,b])} einer Raumkurve {\displaystyle c\colon [a,b]\to \mathbb {R} ^{3}} aus ihm selbst, dem anliegenden Tangenteneinheitsvektor {\displaystyle {\hat {t}}(s)}, dem anliegenden Normaleneinheitsvektor {\displaystyle {\hat {n}}(s)} sowie dem anliegenden Binormaleneinheitsvektor {\displaystyle {\hat {b}}(s)} das Quadrupel {\displaystyle (c(s),{\hat {t}}(s),{\hat {n}}(s),{\hat {b}}(s))} bildet. Dabei bildet das Vektorentripel {\displaystyle ({\hat {t}}(s),{\hat {n}}(s),{\hat {b}}(s))} stets ein Rechtssystem.
- In der Differentialgeometrie werden in Verallgemeinerung der begleitenden Dreibeine zu allgemeinen Raumkurven {\displaystyle c\colon [a,b]\to \mathbb {R} ^{n}\;(n\in \mathbb {N} ,n\geq 2)} die begleitenden (Frenet-)n-Beine untersucht.

## Abgrenzung
Die im Englischen für ein Dreibein benutzte Bezeichnung trihedron legt nahe, ein Dreibein mit einem Trieder gleichzusetzen, also mit einem von drei ebenen Flächen begrenzten Polyeder im {\displaystyle \mathbb {R} ^{3}}. In der deutschsprachigen mathematischen Fachliteratur ist diese Gleichsetzung nicht allgemein üblich. Folgt man etwa György Hajós und seiner Darstellung in der Einführung in die Geometrie, so ist ein Trieder eine spezielle unbeschränkte geometrische Figur des {\displaystyle \mathbb {R} ^{3}}. Hajós beschreibt diese als dreikantige konvexe Ecke bzw. als dreiseitige unendliche Pyramide oder kurz als Dreikant und meint damit die konvexe Hülle dreier von einem gemeinsamen Raumpunkt {\displaystyle O\in \mathbb {R} ^{3}} ausgehender Strahlen, die außer {\displaystyle O} keinen weiteren Raumpunkt gemeinsam haben. Als Beispiele für solche Trieder nennt er die Oktanten des {\displaystyle \mathbb {R} ^{3}}.